# Larenz Tate
Larenz Tate (San Francisco, 8 settembre 1975) è un attore statunitense.

## Biografia

### Carriera
Larenz Tate è il più giovane di tre fratelli, anch'essi attori. La sua famiglia si trasferì in California, quando Tate aveva nove anni. Qui lui ed i suoi fratelli frequentano un corso di recitazione presso Inner City Cultural Center, lo stesso che frequenta Malcolm-Jamal Warner, quando viene scelto per la serie televisiva I Robinson. Larenz Tate debutta nel 1985 in un episodio della serie televisiva Ai confini della realtà, a cui seguono 21 Jump Street, Blue Jeans e The Women of Brewster Place e finalmente nel 1987 ottiene un ruolo ricorrente in Otto sotto un tetto.
Nel 1992 appare nel 3º episodio della 3ª stagione di Willy il principe di bel-air. Per le sue apparizioni nella serie televisiva viene nominato nel 1992 e nel 1993 per il Young Artist Awards. Riesce ad ottenere grande fama grazie al ruolo di "O-Dog" nel film Nella giungla di cemento (1993). Nel 1997 è il protagonista del film drammatico Love Jones per il quale viene nominato nel 1998 per un Image Awards e un Black Film Award. Nel 1998 interpreta il musicista Frankie Lymon nel film Why Do Fools Fall in Love - Un ragazzo di talento, in cui recita al fianco di attrici come Halle Berry, Vivica A. Fox e Lela Rochon.
Come membro del cast del film Crash - Contatto fisico del 2004 Tate è stato nominato per un Gotham Awards, per un Screen Actors Guild Awards ed un Black Reel Award. È stato inoltre nominato anche per l'Image Award 2006 e per lo Screen Actors Guild Award 2006 per la sua interpretazione nel film Ray, insieme a Jamie Foxx, Regina King, Kerry Washington e gli altri componenti del cast. Nel 2014 diventa uno dei protagonisti della serie tv Rush interpretando il ruolo del dottor Alex Burke.

### Vita privata
Tate è sposato dal 2006 con l'attrice Tomasina Parrott, con cui ha avuto un figlio, August.

## Filmografia

### Cinema
- Nella giungla di cemento (Menace II Society), regia di Albert e Allen Hughes (1993)
- The Inkwell, regia di Matty Rich (1994)
- Dollari sporchi (Dead Presidents), regia di Albert e Allen Hughes (1995)
- Love Jones, regia di Theodore Witcher (1997)
- L'uomo del giorno dopo (The Postman), regia di Kevin Costner (1997)
- Why Do Fools Fall in Love - Un ragazzo di talento (Why Do Fools Fall in Love), regia di Gregory Nava (1998)
- Love Come Down, regia di Clement Virgo (2000)
- Biker Boyz, regia di Reggie Rock Bythewood (2003)
- Il risolutore (A Man Apart), regia di F. Gary Gray (2003)
- Crash - Contatto fisico (Crash), regia di Paul Haggis (2004)
- Ray, regia di Taylor Hackford (2004)
- Waist Deep - Strade dannate (Waist Deep), regia di Vondie Curtis-Hall (2006)
- Beta Test, regia di Nicholas Gyeney (2016)
- Deuces, regia di Jamal Hill (2017)
- Il viaggio delle ragazze (Girls Trip), regia di Malcolm D. Lee (2017)
- Business Ethics, regia di Nick Wernham (2019)
- Michael, regia di Antoine Fuqua (2026)

### Televisione
- Ai confini della realtà (The Twilight Zone) - serie TV, episodio 1x30 (1985)
- Hunter - serie TV, episodio 3x19 (1987)
- Frank's Place - serie TV, episodi 1x08-1x09 (1987)
- Sonny Spoon - serie TV, episodio 2x02 (1988)
- Amen - serie TV, episodio 3x05 (1988)
- 21 Jump Street - serie TV, episodio 3x11 (1989)
- Blue Jeans (The Wonder Years) - serie TV, episodio 2x09 (1989)
- The Women of Brewster Place - miniserie TV, 2 episodi (1989)
- Matlock - serie TV, episodio 4x13 (1989)
- New Attitude - serie TV, 4 episodi (1990)
- You Take the Kids - serie TV, episodio 1x03 (1990)
- Otto sotto un tetto (Family Matters) - serie TV, episodi 2x11-2x18 (1990-1991)
- La morte preannunciata (Seeds of Tragedy) - film TV, regia di Martin Donovan (1991)
- The Royal Family - serie TV, 15 episodi (1991-1992)
- Willy, il principe di Bel-Air (The Fresh Prince of Bel-Air) - serie TV, episodio 3x03 (1992)
- South Central - serie TV, 10 episodi (1994)
- Love Monkey - serie TV, 8 episodi (2006)
- Rescue Me - serie TV, 45 episodi (2007-2009)
- Blue Blood - film TV, regia di Brett Ratner (2008)
- Justified - serie TV, episodio 2x04 (2011)
- Gun Hill - film TV, regia di Reggie Rock Bythewood (2011)
- House of Lies - serie TV, 10 episodi (2013-2015)
- Rush - serie TV, 10 episodi (2014)
- White Water - film TV, regia di Rusty Cundieff (2015)
- Game of Silence – serie TV, 10 episodi (2016)
- Salamander - film TV, regia di Gary Fleder (2017)
- Power - serie TV, 29 episodi (2017-2020)

## Doppiatori italiani
Nelle versioni in italiano delle opere in cui ha recitato, Larenz Tate è stato doppiato da:
- Nanni Baldini in Il risolutore, Crash - Contatto fisico, Rush, Justified, Game of Silence, House of Lies, Il viaggio delle ragazze
- Fabrizio Manfredi in L'uomo del giorno dopo
- Fabrizio Vidale in Nella giungla di cemento
- Marco De Risi in Rescue Me
- Luigi Ferraro in Biker Boyz
- Sandro Acerbo in Dollari sporchi
- Alessandro Rigotti in Power
- Emiliano Coltorti in Ray